# Народный комиссариат путей сообщения РСФСР
Наро́дный комиссариа́т путе́й сообще́ния РСФСР (НКПС РСФСР или Наркомпуть) — государственный орган РСФСР, управлявший деятельностью железнодорожного и других видов транспорта Советской России в 1917—1923 годах.

## История
Первоначально НКПС образован декретом 2-го Всероссийского съезда Советов 26 октября (8 ноября) 1917 года в качестве Народного комиссариата по железнодорожным делам; входил в число первых народных комиссариатов, образованных в соответствии с декретом «Об учреждении Совета Народных Комиссаров».
В связи с передачей в его ведение Управления внутренним водным транспортом переименован в НКПС. Однако, декретом СНК от 27 февраля 1918 года управление водными путями было передано ВСНХ, и в ведении НКПС остались управление железными дорогами и организация железнодорожных перевозок.
С 1921 года в ведение НКПС передано управление автомобильным, гужевым и трамвайным транспортом, погрузочно-разгрузочным и транспортно-экспедиторским делом на всех видах транспорта.
9 декабря 1921 года по инициативе Ф. Э. Дзержинского принят Декрет ВЦИК и СТО республики «Об охране складов, пакгаузов и кладовых, а равно сооружений на железнодорожных и водных путях сообщения», в соответствии с которым в структуре НКПС РСФСР была создана вооруженная Охрана Путей Сообщения, остановившая массовые нападения на железнодорожные объекты, грузовые и пассажирские поезда.
В 1923 году после образования СССР Народный комиссариат путей сообщения РСФСР был преобразован в общесоюзный Народный комиссариат путей сообщения СССР.

## Народные комиссары путей сообщения РСФСР
Первым Народным комиссаром стал Марк Елизаров.
Также Наркомами путей сообщения были Л. Д. Троцкий, Ф. Э. Дзержинский.
| Народный комиссар путей сообщения РСФСР | Время работы                            |
| --------------------------------------- | --------------------------------------- |
| Елизаров, Марк Тимофеевич               | 8 (21) ноября 1917 — 7 (20) января 1918 |
| Свердлов, Вениамин Михайлович           | 7 (20) января 1918 — 24 февраля 1918    |
| Рогов, Алексей Гаврилович               | 24 февраля 1918 — 9 мая 1918            |
| Кобозев, Пётр Алексеевич                | 9 мая 1918 — июнь 1918                  |
| Невский, Владимир Иванович              | 25 июня 1918 — 15 марта 1919            |
| Красин, Леонид Борисович                | 30 марта 1919 — 20 марта 1920           |
| Троцкий, Лев Давидович                  | 30 марта 1920 — 10 декабря 1920         |
| Емшанов, Александр Иванович             | 10 декабря 1920 — 14 апреля 1921        |
| Дзержинский, Феликс Эдмундович          | 14 апреля 1921 — 6 июля 1923            |

## Деятельность НКПС
В ходе Первой мировой и гражданской войн было разрушено более 60 % сети, 90 % локомотивного и 80 % вагонного парка.